# اتاق‌سرا (بابل)
اتاق‌سرا روستایی از توابع شهرستان بابل در استان مازندران بخش جنوبی شهر گتاب است. اتاق‌سرا به محلات متعددی تقسیم می‌شود طبق آخرین سرشماری جمعیت روستای اتاق‌سرا بالغ بر ۵۰۰۰ نفر است.

## جمعیت
این روستا در دهستان گتاب جنوبی قرار دارد و براساس سرشماری مرکز آمار ایران در سال ۱۳۸۵، جمعیت آن۱۶۰۰ نفر (۳۴۹خانوار) بوده است.